# Schrägaufzug

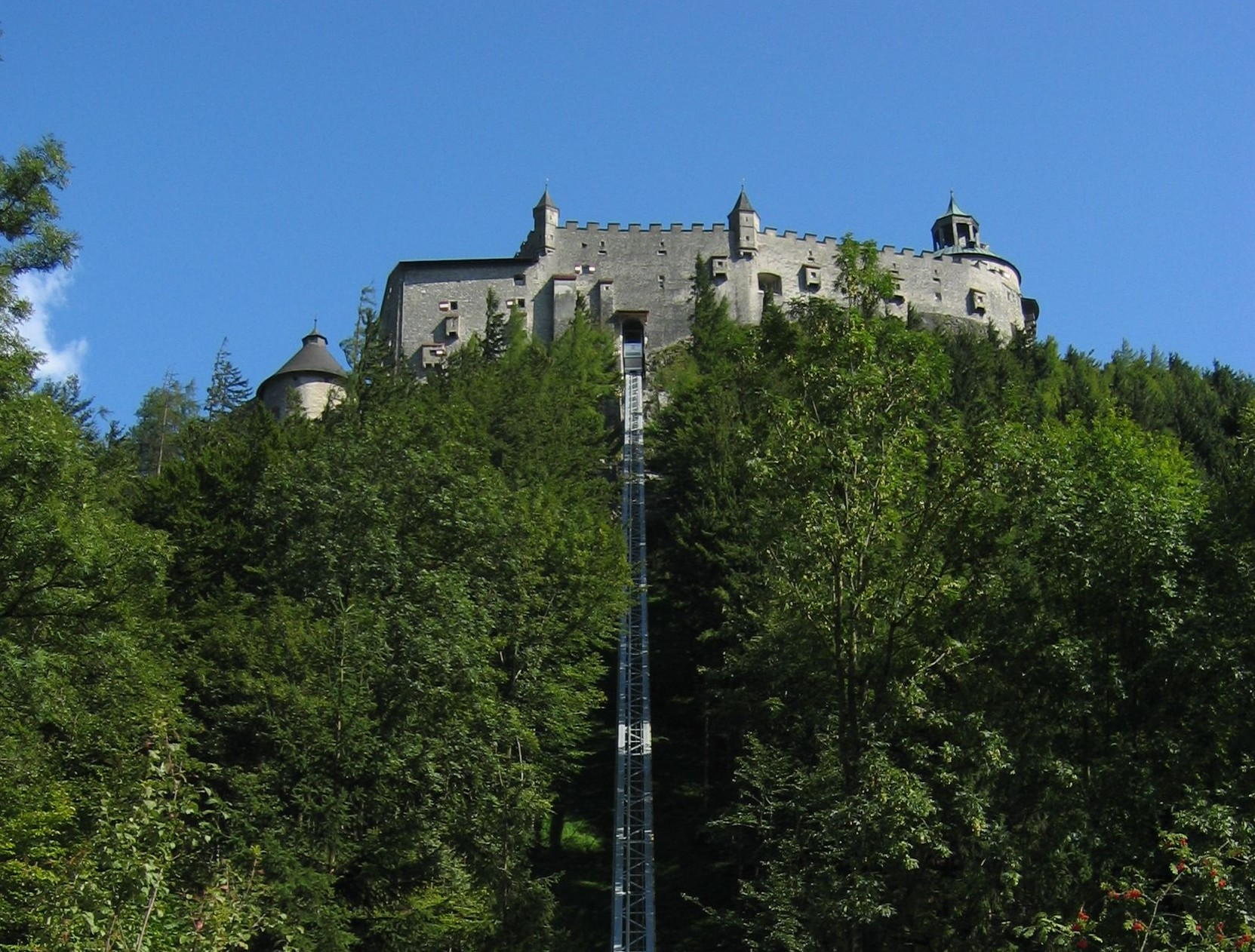
Schrägaufzug Hohenwerfen in Österreich

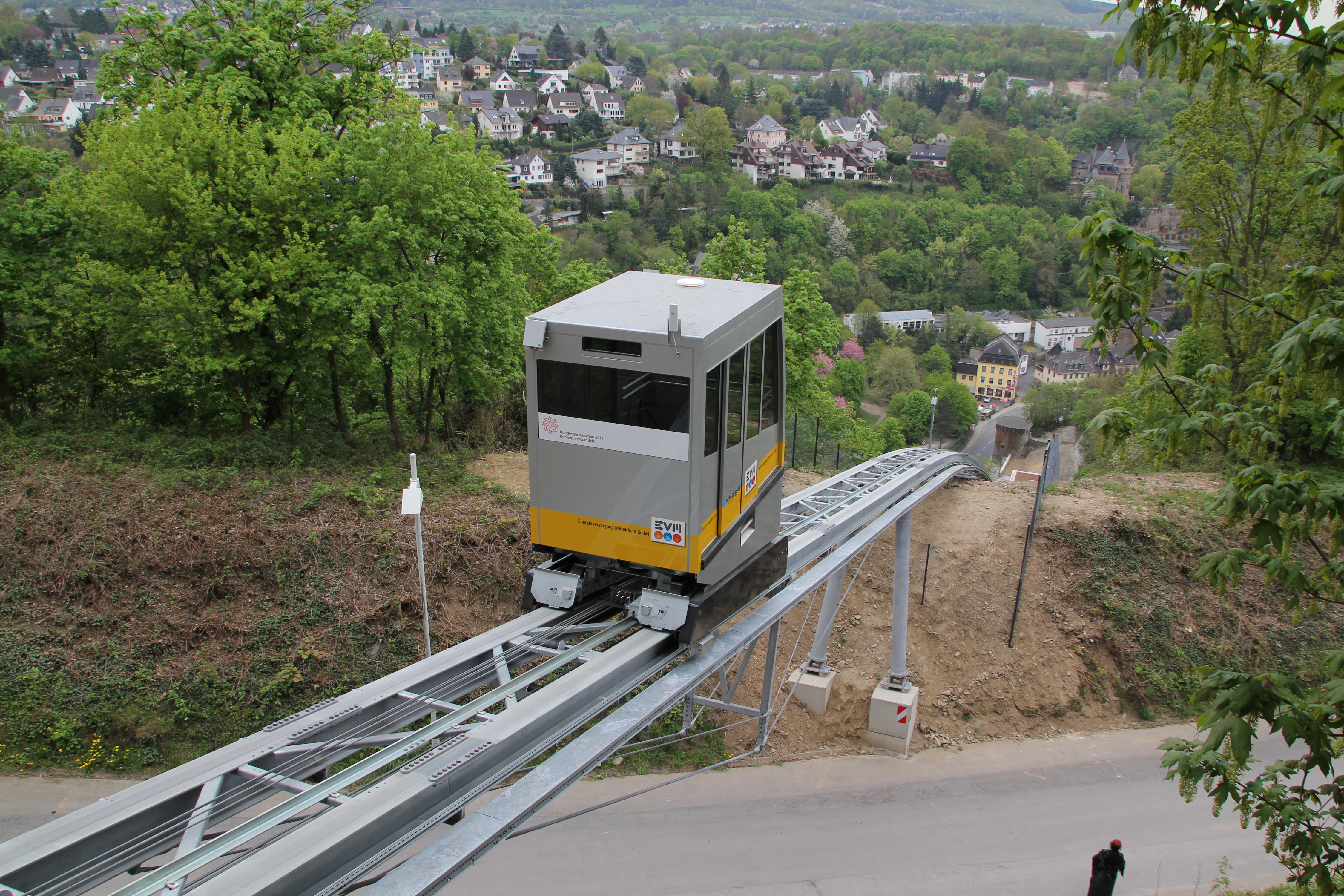
Schrägaufzug Ehrenbreitstein in Koblenz

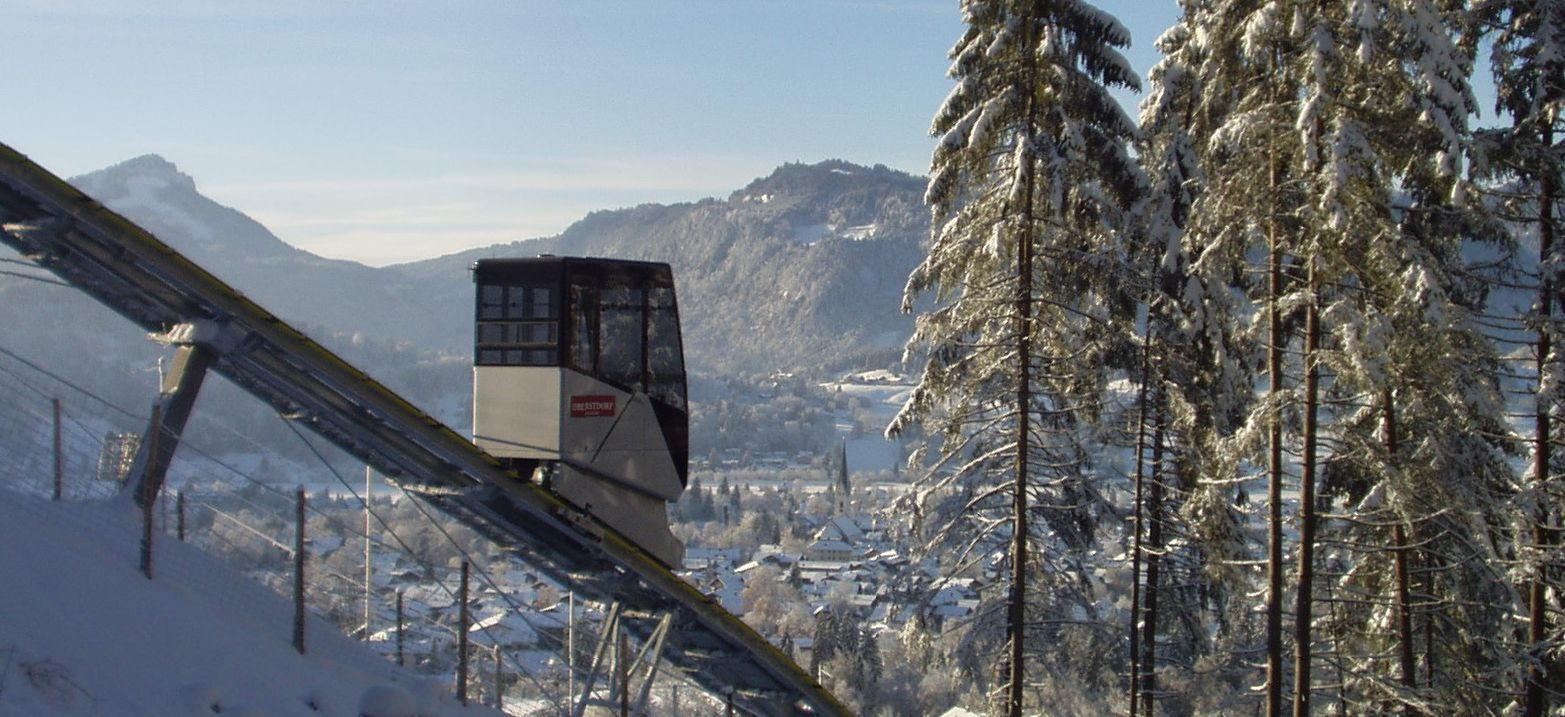
Schrägaufzug an der Schattenbergschanze in Oberstdorf

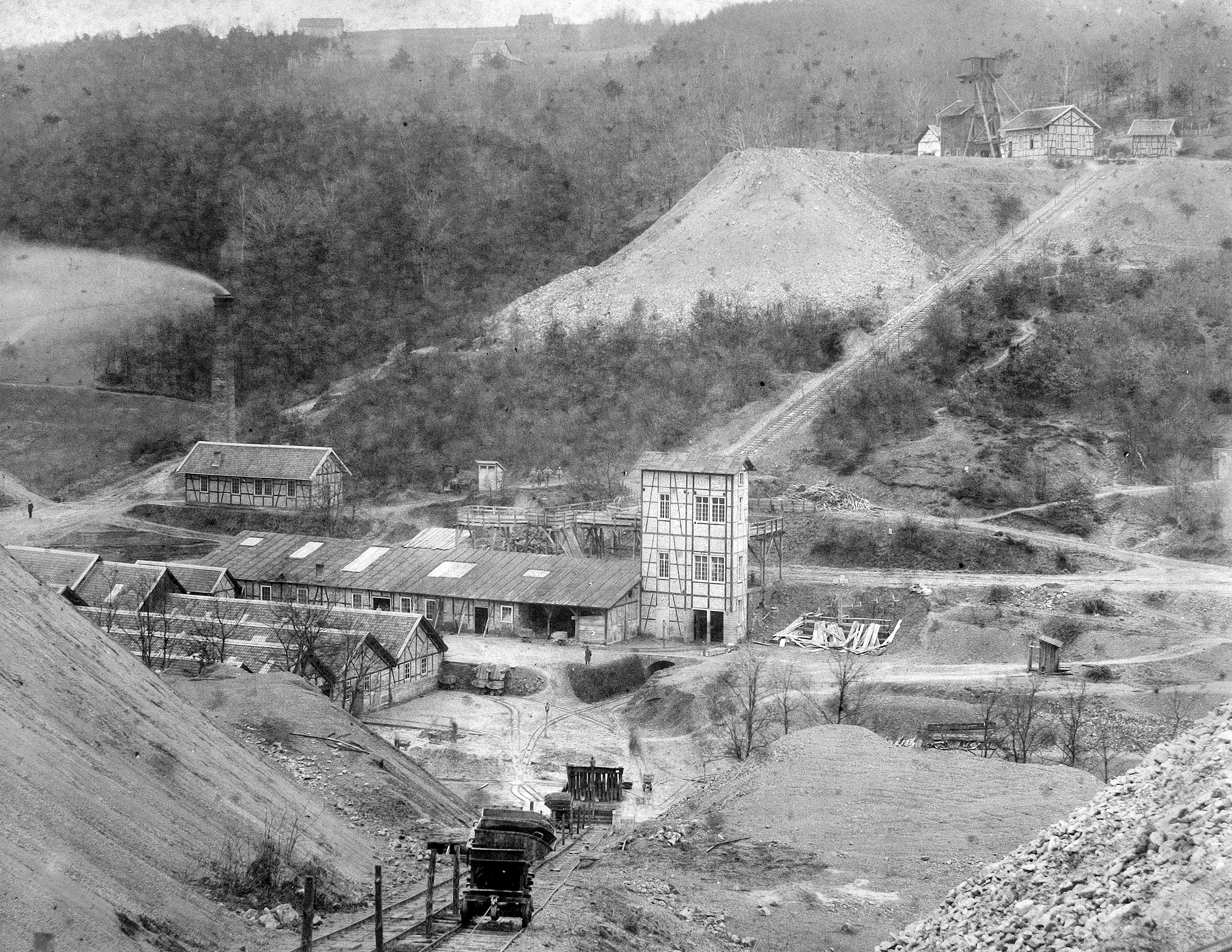
Im Vordergrund der Schrägaufzug der Grube Berzelius um 1880

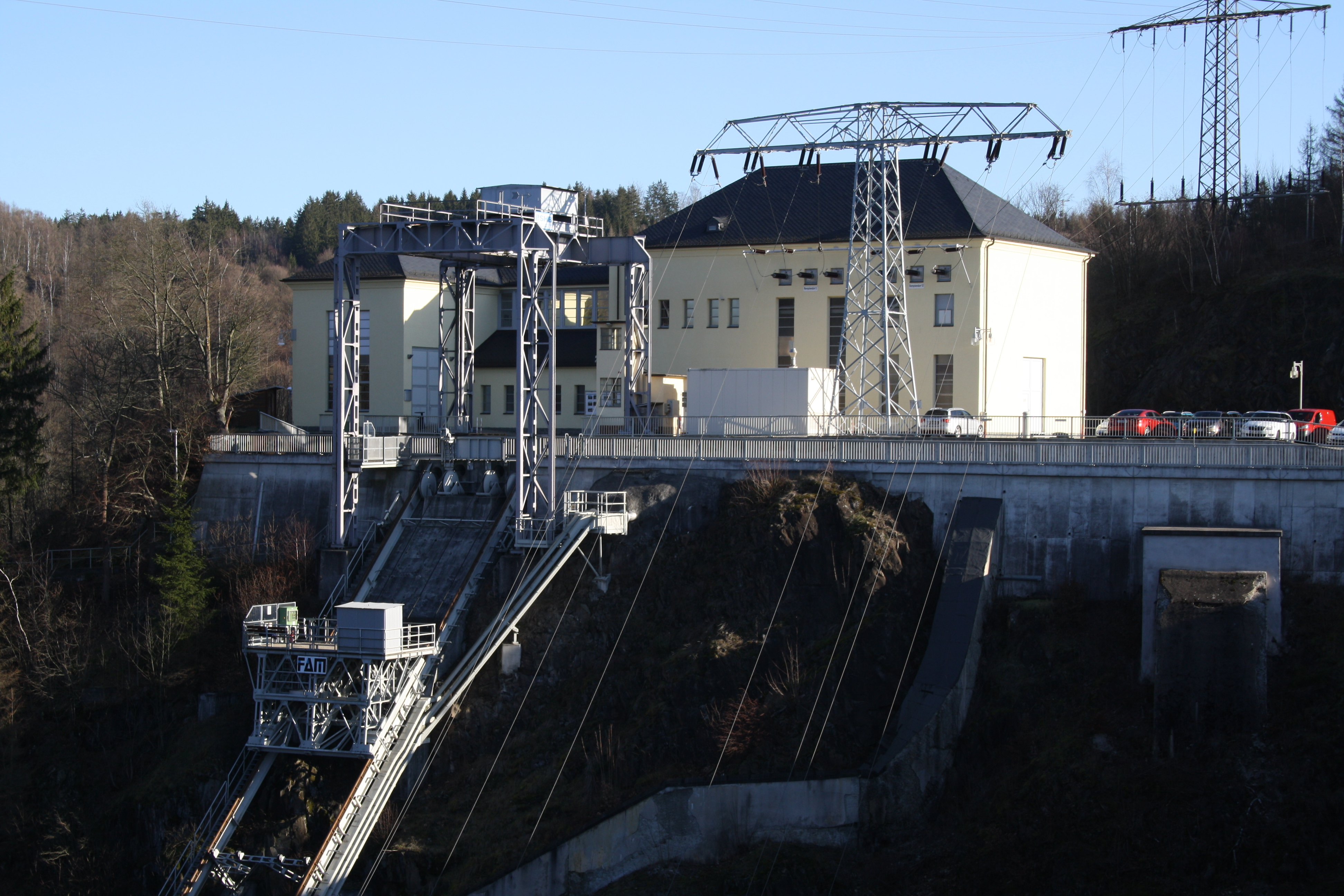
Schrägaufzug Bleilochtalsperre

Ein Schrägaufzug ist allgemein ein Personen- und Lastenaufzug mit geneigter Fahrbahn, eingerichtet für die Überwindung einer Höhendistanz. Der Begriff wird in technischer und in rechtlicher Hinsicht unterschiedlich verwendet:
- nach den Europäischen Normen (europäische Norm für Schrägaufzüge – EN 81–22) ist der Schrägaufzug ein Spezialfall des Aufzugs, dessen Führungsschienen sowohl gegenüber der Senkrechten als auch gegenüber der Waagrechten mehr als 15° geneigt sind;
- Schrägaufzüge, die Gebäude und Bauten dauerhaft bedienen, unterstehen der Aufzugsrichtlinie (ab 2015: Richtlinie 2014/33/EU des europäischen Parlaments und des Rates vom 26. Februar 2014 zur Angleichung der Rechtsvorschriften der Mitgliedstaaten über Aufzüge und Sicherheitsbauteile für Aufzüge);
- Standseilbahnen mit nur einem Wagen werden umgangssprachlich als Schrägaufzüge bezeichnet.[1] In der entsprechenden Seilbahnverordnung (EU) 2016/424 ist dieser Begriff nicht vorgesehen.
- im allgemeinen Sprachgebrauch werden als Schrägaufzüge im weiteren Sinne auch andere Aufstiegshilfen mit unterschiedlichsten Einsatzzwecken und entsprechenden sicherheitstechnischen Anforderungen (z. B. Bau- und Möbelaufzüge, Schiffshebewerke, Treppenlifte etc.) bezeichnet.

## Juristische Abgrenzung
Juristisch gesehen liegt der wesentliche Unterschied zwischen der Aufzugs-Form und der Standseilbahn-Form des Schrägaufzugs in der jeweils anzuwendenden Richtlinie bzw. Verordnung:
- Ein Aufzug mit geneigter Fahrbahn (auch Schrägaufzug) unterliegt der Aufzugsrichtlinie des Europäischen Parlaments und des Rates vom 26. Februar 2014 zur Angleichung der Rechtsvorschriften der Mitgliedstaaten über Aufzüge. Diese Richtlinie gilt für Aufzüge, die Gebäude und Bauten dauerhaft bedienen und bestimmt sind a) zur Personenbeförderung; b) zur Personen- und Güterbeförderung; c) nur zur Güterbeförderung, sofern der Lastträger betretbar ist, d. h. wenn eine Person ohne Schwierigkeit in den Lastträger einsteigen kann, und über Steuereinrichtungen verfügt, die im Innern des Lastträgers oder in Reichweite einer dort befindlichen Person angeordnet sind.
- Eine Standseilbahn unterliegt der Verordnung (EU) 2016/424 des Europäischen Parlaments und des Rates vom 9. März 2016 über Seilbahnen. Gemäß Begriffsbestimmung dieser Verordnung ist eine „Seilbahn“: ein an seinem Bestimmungsort errichtetes, aus der Infrastruktur und Teilsystemen bestehendes Gesamtsystem, das zum Zweck der Beförderung von Personen entworfen, gebaut, zusammengesetzt und in Betrieb genommen wurde und bei dem die Beförderung durch entlang der Trasse verlaufende Seile erfolgt.

Für den Benutzer ist oft kaum erkennbar, ob er rechtlich gesehen mit einem Aufzug mit geneigter Fahrbahn (Schrägaufzug) oder mit einer Standseilbahn fährt. Sowohl Aufzüge mit geneigter Fahrbahn (siehe Beispiele Hohenwerfen, Koblenz, Oberstdorf etc.), als auch Standseilbahnen können sowohl in geschlossenen Gebäuden wie in offenem Gelände verlaufen. Sowohl Aufzugsrichtlinie als auch Seilbahnverordnung erlauben öffentlichen Personentransport.

## Technik
Sicherheitskonzept (gem. EN 81-22)
In der Aufzugsrichtlinie sind folgende Sicherheitsbauteile definiert, die die Grundlage des Sicherheitskonzepts für Schrägaufzüge bilden:
1. Verriegelungseinrichtungen der Fahrschachttüren;
2. Einrichtungen die einen Fall oder unkontrollierte Bewegungen des Fahrkorbs verhindern;
3. Geschwindigkeitsbegrenzer;
4. Puffer;
5. Sicherheitseinrichtungen an Zylindern der Hydraulikhauptkreise, wenn sie als Einrichtung zur Verhinderung eines Falls verwendet werden;
6. elektrische Sicherheitseinrichtungen in Form von Sicherheitsschaltungen mit elektronischen Bauelementen.

Aufzüge sind heute aufgrund hoher Sicherheitsanforderungen mit einem Sicherheitssystem versehen, das Abweichungen vom Normalbetrieb, wie z. B. zu hohe Geschwindigkeiten oder gar ein Abstürzen der Aufzugkabine, selbst dann verhindert, wenn alle Tragseile reißen sollten.
Zudem sind die Aufzugkabinen in seilaufgehängten Konstruktionen durch mindestens zwei parallel laufende Seile aufgehängt. Die Seile sind derart dimensioniert, dass der Bruch eines oder mehrerer Seile nicht zum Absturz führt. Bei Personenaufzügen mit nur zwei Tragseilen ist gemäß EN 81-22 eine 16-fache Seilsicherheit erforderlich. Das heißt, dass ein Aufzug ohne Weiteres mit nur einem Seil den beladenen Fahrkorb sicher halten könnte.
Wichtig ist auch, dass die Treibfähigkeit des Systems Seil/Treibscheibe richtig ausgelegt ist. Bei zu hoher Treibfähigkeit kommt es zu übermäßigem Verschleiß der Seile. Bei zu niedriger Treibfähigkeit können die Seile durchrutschen (Schlupf), so dass der Fahrkorb nicht ordnungsgemäß anfahren, abbremsen oder auf seine normale Fahrgeschwindigkeit kommen kann. Unter Umständen kommt der Fahrkorb dann nicht exakt auf Höhe der Haltestelle zum Stehen; schlimmstenfalls rutscht der Fahrkorb langsam bis auf den unteren oder oberen Endpunkt hinauf oder hinunter, je nachdem ob Fahrkorb oder Gegengewicht schwerer ist.
Eine zu schnelle Fahrt bis hin zum Auf- oder Absturz der Kabine wird über einen Geschwindigkeitsbegrenzer verhindert. Bei Überschreitung eines Grenzwertes wird elektronisch der Antrieb abgeschaltet und die Kabine mittels Fangvorrichtung zum Stillstand gebremst. Diese Sicherheitsvorrichtung ist unabhängig von anderen Betriebsteilen des Aufzugs und funktioniert selbst bei einem Stromausfall. Bei Auslösung der Fangvorrichtung wird der Aufzugmotor abgeschaltet.
Türen: Schrägaufzüge, sind grundsätzlich mit Kabinen- und mit Schachttüren auszustatten. Damit wird das Einziehen von Gliedmaßen oder ein Verkeilen von Ladegut (z. B. Kinderwagen) an der vorbeiziehenden Außenwand verhindert.
Notruf: Betriebsstörungen von Personenaufzügen können dazu führen, dass die Fahrkorbtüren sich nicht öffnen lassen, z. B. beim „Steckenbleiben“ zwischen zwei Haltestellen. Die im Fahrkorb eingeschlossenen Personen haben in der Regel keine Möglichkeit, sich selbst zu befreien. Daher ist bei Aufzügen, die ab 1999 errichtet wurden eine Notruftaste im Fahrkorb vorhanden, die den Aufzugswärter über die Störung verständigt.
Das Sicherheitskonzept beim Schrägaufzug gem. Aufzugsrichtlinie erlaubt einen vollautomatischen Betrieb ohne Betriebspersonal (wie z. B. Betriebsleiter oder Maschinist).
Gewisse Bauformen erleichtern den Benutzenden das Stehen, indem der Neigungswechsel mittels Niveauregelungen, die den Fußboden stets waagrecht halten, ausgeglichen wird. Dabei wird der Boden während der Fahrt elektrisch oder hydraulisch verstellt – oder die Kabine fährt auf zwei versetzten Schienen, so dass durch die Lage der Räder die waagrechte Neigung der Kabine auch über Neigungsänderungen beibehalten wird (siehe Minifunic).
Um den Strombedarf dieser Systeme möglichst niedrig zu halten, wird bei Schrägaufzügen meist ein Gegengewicht eingesetzt. Die Anordnung des Antriebes kann sowohl oben wie auch unten erfolgen.

## Listen von Schrägaufzügen und Standseilbahnen (Auswahl)

### Deutschland
Baden-Württemberg
- Bad Herrenalb, Falkenburgbahn, Spurweite 1000 mm, seit 1998, Zubringer zu einem Hotel und einem Klinikum (öffentlich)
- Freiburg im Breisgau, Schlossbergbahn, Schrägaufzug auf den Freiburger Schlossberg zum Restaurant Dattler, Typ: Twinliner des Herstellers ABS Transportbahnen aus A-Wolfurt, 262 m lang bei 73,30 m Höhendifferenz, seit 19. Juli 2008 in Betrieb,
- Hotzenwald, Hotzenwaldaufzug, Steigung 110 %
- Ludwigsburg-Hoheneck Schrägaufzug zum Heilbad Hoheneck
- Stuttgart Schrägaufzug zum Haltepunkt Stuttgart Stadtmitte (ehemals)

Bayern
- Bahnhof München Marienplatz, Ausgang/Zugang Marienhof (ehemals)
- Garmisch-Partenkirchen, Olympiastadion
- Oberstdorf, Schattenbergschanze (WM-Skisprung Arena Oberstdorf)[4]
- bei Oberstdorf, Heini-Klopfer-Skiflugschanze
- Dombergbahn, seit 2024

Berlin
- Schrägaufzug zum S-Bahnhof Brandenburger Tor
- Schrägaufzug zum S-Bahnhof Innsbrucker Platz
- Schrägaufzug zum U-Bahnhof Lindauer Allee (U8)
- Schrägaufzug von der Zwischenebene zur U9 am U-Bahnhof Berliner Straße (U7/U9)

Hamburg
- 2 Personenschrägaufzüge im Dockland Fahrgeschwindigkeit 2,5 m/s
- Schrägaufzüge zu den U-Bahnhöfen:
  - U-Bahnhof Borgweg
  - U-Bahnhof Gänsemarkt
  - U-Bahnhof Garstedt
  - U-Bahnhof Hauptbahnhof Süd
  - U-Bahnhof Jungfernstieg (Zugang Alsteranleger)
  - U-Bahnhof Lutterothstraße
  - U-Bahnhof Messehallen
  - U-Bahnhof Sengelmannstraße
  - U-Bahnhof Wartenau
  - U-Bahnhof Kiwittsmoor

Hessen

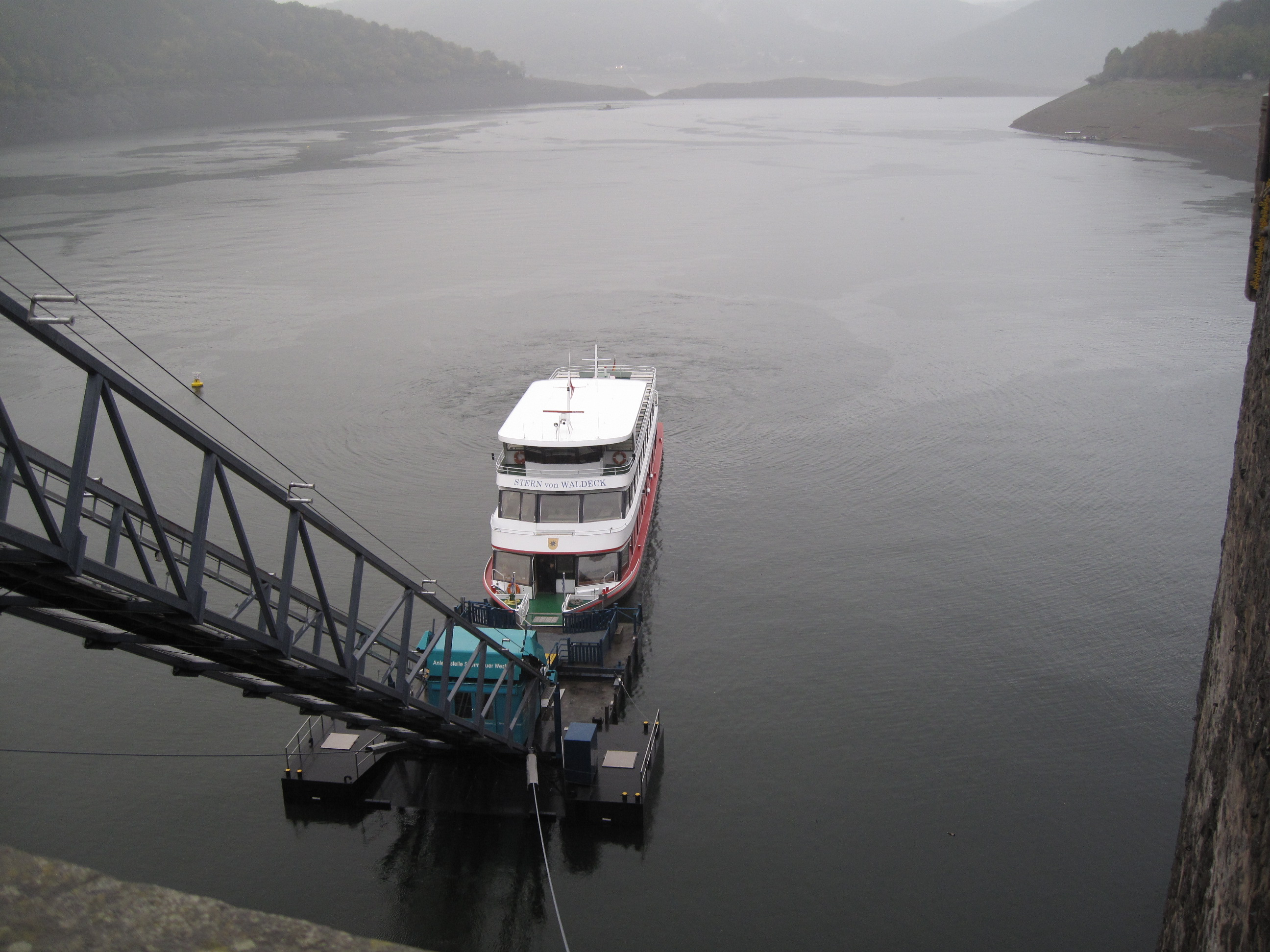
Schrägaufzug am Schiffsanleger an der Edersee-Sperrmauer

- Schrägaufzug Sperrmauer West am Edersee
- Schrägaufzug am westlichen Ende des Bahnsteigs der U-Bahn-Station Bockenheimer Warte in Frankfurt am Main
- Schrägaufzug am nördlichen Ende des Bahnsteigs der U-Bahn-Station Seckbacher Landstraße in Frankfurt am Main
- Schrägaufzug am südlichen Ende des Bahnsteigs der S-Bahn-Station Frankfurt Messe
- Schrägaufzüge zu den Bahnsteigen der U-Bahn-Station Niddapark (derzeit stillgelegt und gegen Vandalismus gesichert)

Mecklenburg-Vorpommern
- Schrägaufzug zur Seebrücke Sellin, Insel Rügen
- Schrägaufzug in Göhren (Rügen)[5]

Niedersachsen
- Schrägaufzug (korrekt: Bogenaufzug) im Neuen Rathaus Hannover, gebaut 1908, erneuert 2007/2008

Nordrhein-Westfalen

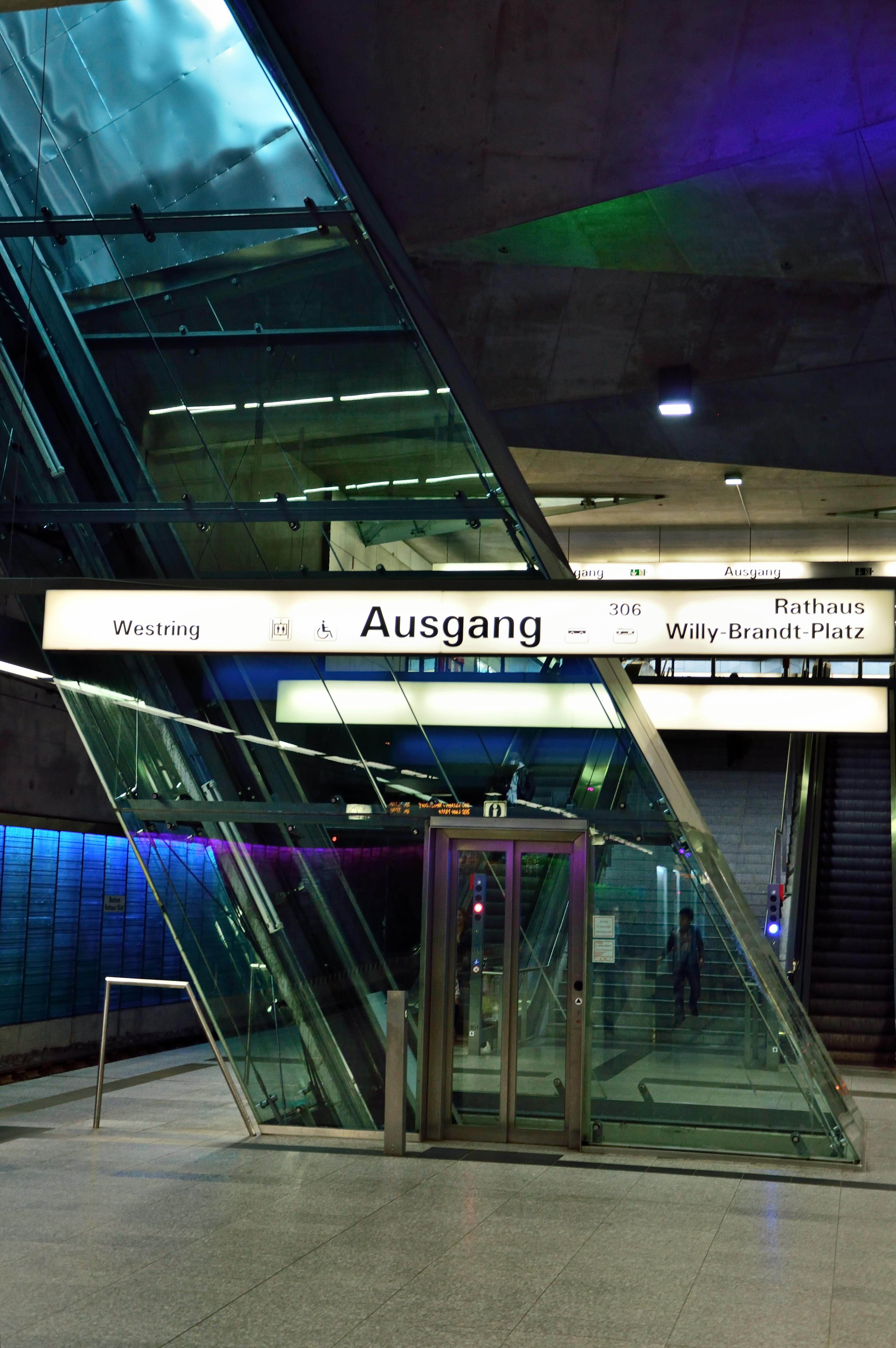
Schrägaufzug in der Stadtbahn Bochum

- U-Bahnhöfe in Bochum, Herne und Gelsenkirchen
  - Bochum Hbf - nur Verteilerebene – Straßenebene
  - Bochum Rathaus (Süd)
  - Herne, Hölkeskampring - nur Bahnsteigebene – Verteilerebene
  - Herne, Archäologie-Museum/Kreuzkirche - nur Verteilerebene – Straßenebene
  - Herne Bf - nur Verteilerebene – Straßenebene
  - Herne, Schloss Strünkede - nur Bahnsteigebene – Verteilerebene
  - Gelsenkirchen, Leipziger Straße
- U-Bahnhöfe in Düsseldorf
  - 3× Düsseldorf, Heinrich-Heine-Allee
  - Düsseldorf, Tonhalle/Ehrenhof
  - Düsseldorf, Ellerstraße - nur Bahnsteigebene – Verteilerebene
  - Düsseldorf, Kettwiger Straße - nur Bahnsteigebene – Verteilerebene
  - 2× Düsseldorf, Handelszentrum/Moskauer Straße
- U-Bahnhöfe in Essen
  - Essen, Altenessen Bf - nur Bahnsteigebene – Verteilerebene
  - Essen, Bäuminghausstraße - nur Bahnsteigebene – Verteilerebene
- Bahnhof Wesseling (HGK)
- Monheim am Rhein, Schrägaufzug von Doppelmayr zur künstlichen Anhöhe Monberg, Baujahr 2022[6][7]
- Universitätsklinikum Aachen, Verbindung zum Hubschrauberlandeplatz

Rheinland-Pfalz
- Schrägaufzug Ehrenbreitstein zur Festung Ehrenbreitstein in Koblenz, erbaut 2011 zur Bundesgartenschau

Sachsen
- Schrägaufzug zur Albrechtsburg in Meißen
- Schrägaufzug zur Altstadt Schwarzenberg (Erzgeb.)

Sachsen-Anhalt
- Pumpspeicherwerk Wendefurth: Schrägaufzug zwischen den beiden Fallrohren

Schleswig-Holstein
- Frei zugänglicher Schrägaufzug im Augustinum in Mölln. Fahrgeschwindigkeit 2,5 m/s

Thüringen
- Schrägaufzug Bleilochtalsperre

### Österreich
- Burgenland, Schrägaufzug zur Burg Güssing
- Kärnten, Heiligenblut, ab Roßbach, Tunnelbahn Fleißalm seit Dezember 1987  im Winter, zwei von einer Deckenschiene hängenden Gondelgruppen (Ausweiche auf halber Strecke) durch einen gekurvten Stollen mit Fenstern in das höher gelegene Schigebiet Fleißalm. Im Sommer führt der Stollen Wasser.[8][9]
- Kärnten, Schrägaufzug zur Burg Hochosterwitz
- Oberösterreich, Berg Brennet, Schloss Klaus
- Niederösterreich, Annaberg, vom Kraftwerk Erlaufboden hinauf zum Kraftwerk Wienerbruck, aus etwa 1907
- Salzburg, Werfen, Schrägaufzug zur Burg Hohenwerfen
- Salzburg, bei Kaprun, Lärchwandschrägaufzug
- Salzburg, Salzburg, Festungsbahn (Standseilbahn) und Reißzug (Lastenaufzug) zur Festung Hohensalzburg
- Steiermark, Schrägaufzug zur Riegersburg
- Tirol, Innsbruck, Schrägaufzug zur Bergiselschanze
- Tirol, Kufstein, Schrägaufzug zur Festung Kufstein
- Tirol, Reutte Ortsteil Klause, 2 × Schrägaufzug zur Fußgänger-Hängebrücke highline 179[10] und weiter zum Schlossberg (Burgruine)
- Vorarlberg, Schrägaufzug Partenen–Trominier

### Schweiz
- Belp, Schrägaufzug Spital Belp

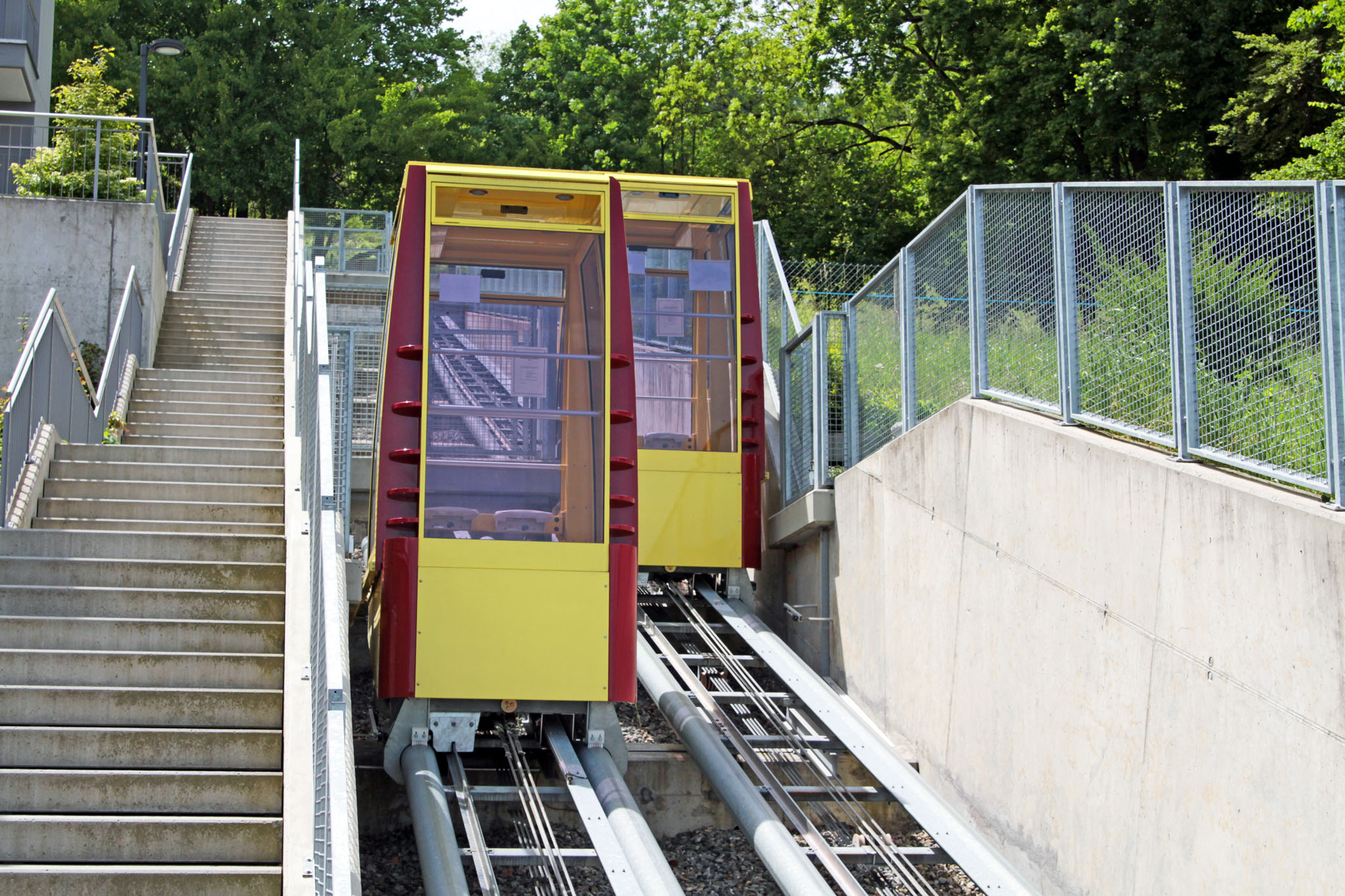
Doppelschräglift Wiggenhalde bei Terrassensiedlung in Kriens (2013)

- Eglisau, bis 1987 besaß das Kraftwerk Eglisau-Glattfelden einen Schrägaufzug für Güterwagen.
- Kriens, Schrägaufzug Wiggenhalde, 84 m bzw. 108 m, privat
- Nendaz, Schrägaufzug Mer de Glace, 65 m, 35°
- Ringgenberg, Schrägaufzug Ringgenberg, 29 m, 24°, bei Kirche
- Savognin, Schräglift Savognin – Tigignas, 82 m, 2019 abgebrochen
- St. Moritz, Schrägaufzug Serletta, bei Parkhaus
- Steffisburg,
  - Schrägaufzug Brändlisberg, 202 m, privat
  - Schräglift Dorfhalde, 103 m, 17 % Steigung, privat
  - Schrägaufzug Ortbühlweg, bei Alters- und Pflegeheim
- La Tzoumaz, Schrägaufzug Les Matins de St. Laurent, 74 m, max. 78.7°, privat
- Zürich, vier Schrägaufzüge zum unterirdischen Bahnhof Löwenstrasse, Steigung von 73 Grad, da sich die Perrons (Bahnsteige) der verschiedenen Stockwerke nicht genau übereinander befinden.[11]

#### Keine Schrägaufzüge, sondern Standseilbahnen
- Guttannen im Haslital, Gelmerbahn, 106 % max. Steigung
- Lugano, Funicolare degli Angioli, 142 m, bis 44 % Steigung
- St. Gallen, Mühleggbahn
- Luzern,
  - Drahtseilbahn Gütsch
  - Standseilbahn Hotel Montana
- Neuchâtel, Funiculaire la Coudre - Chaumont 570 Höhenmeter (Schrägaufzug seit 2007)

### Europa

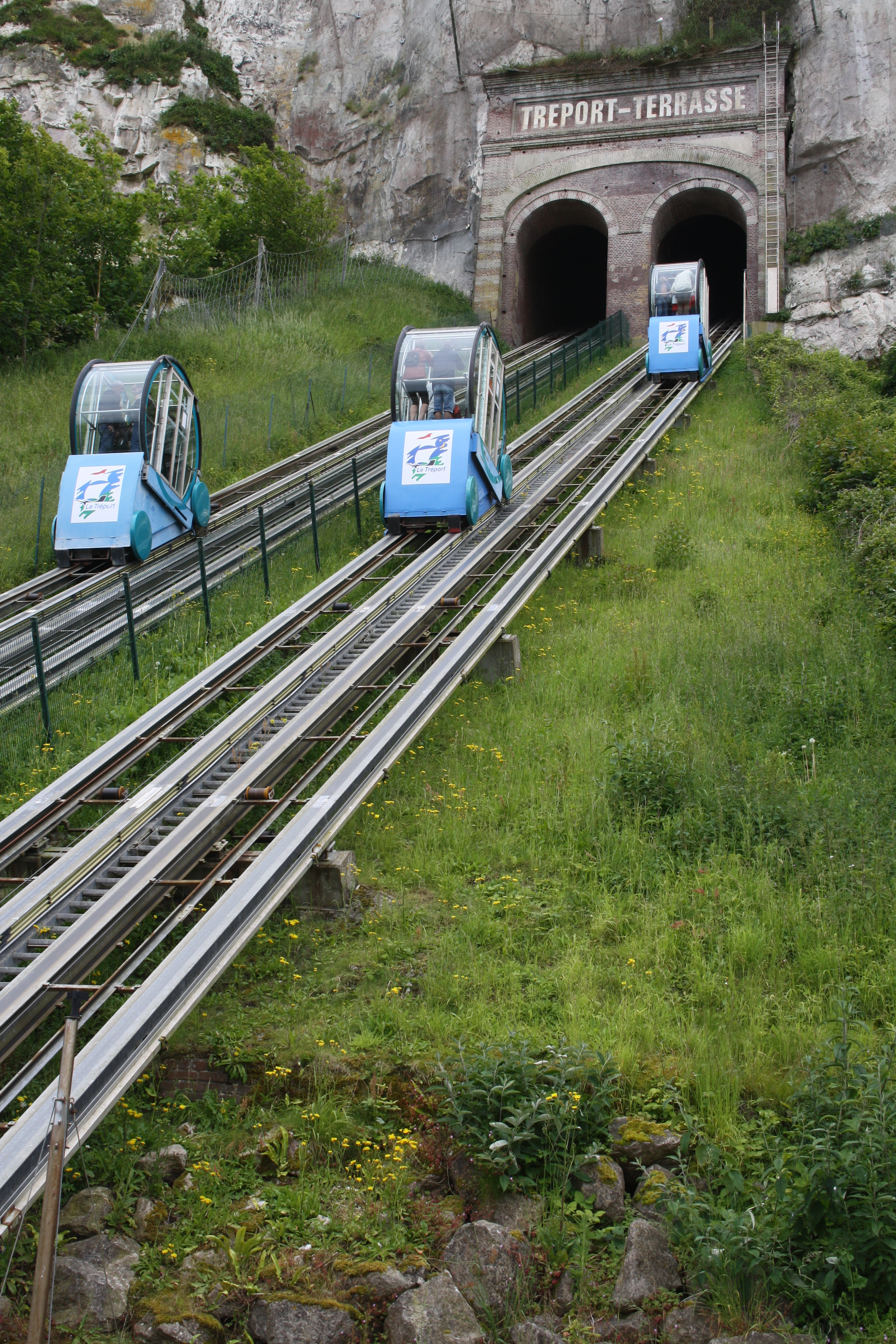
Funiculaire du Tréport (Frankreich)

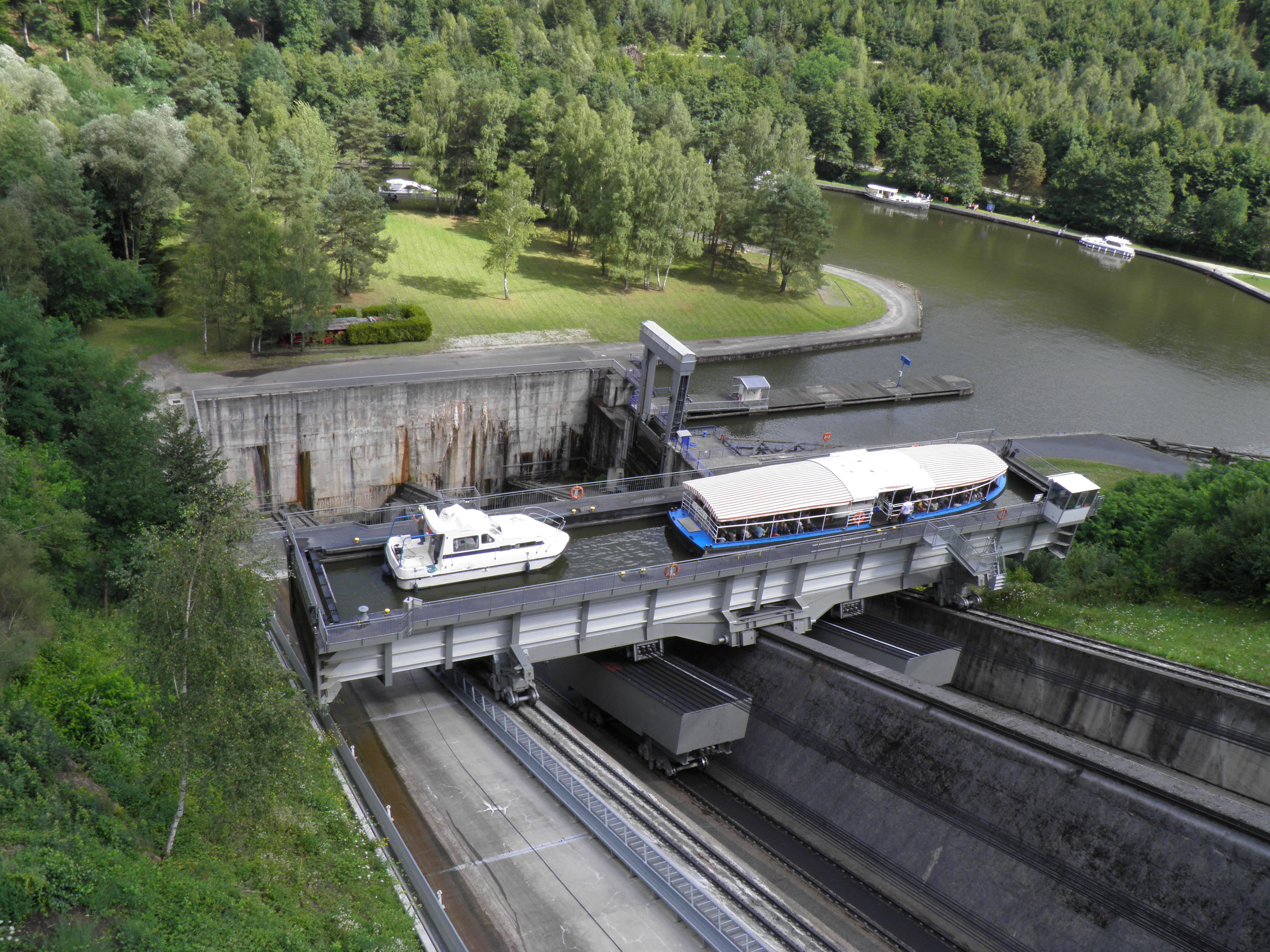
Schiffshebewerk Saint-Louis/Arzviller (Frankreich)

- Belgien, Schiffshebewerk Ronquières
- Finnland, Schrägaufzug vom Parkplatz zum Hotel Koli
- Frankreich
  - Paris, Fahrstühle in den Füßen des Eiffelturms
  - Paris, Standseilbahn Funiculaire de Montmartre
  - Funiculaire du Tréport, vier parallele Schrägaufzüge auf der Trasse einer ehemaligen Standseilbahn
  - Langres, Schrägaufzüge zwischen Parkplatz und der höher gelegenen Altstadt
  - Schiffshebewerk Saint-Louis/Arzviller
  - Schiffshebewerk Ronquières
- Großbritannien
  - England, London, Schrägaufzug der Millennium Bridge, auf der St.-Paul-Seite
  - England, Südostengland, Margate, Margate Lido Cliff Railway
  - England, Südwestengland, Broadstairs, Broadstairs Cliff Lift
  - England, Westmittellande, bei Telford, Trench, Schrägaufzug von Trench
  - England, Westmittellande, Schlucht bei Ironbridge, Schrägaufzug von Hay
  - England, Ostmittellande, Grand-Union-Kanal, Market Harborough, Schrägaufzug von Foxton
  - Schottland, Monkland Canal, Schrägaufzug von Blackhill
- Italien, Sizilien, Letojanni, Schrägaufzug zwischen Hotel Antares und Olimpo
- Italien, Arenzano, Schrägaufzug Arenzano
- Litauen, Vilnius, Schrägaufzug Gedimino kalno zur Burg

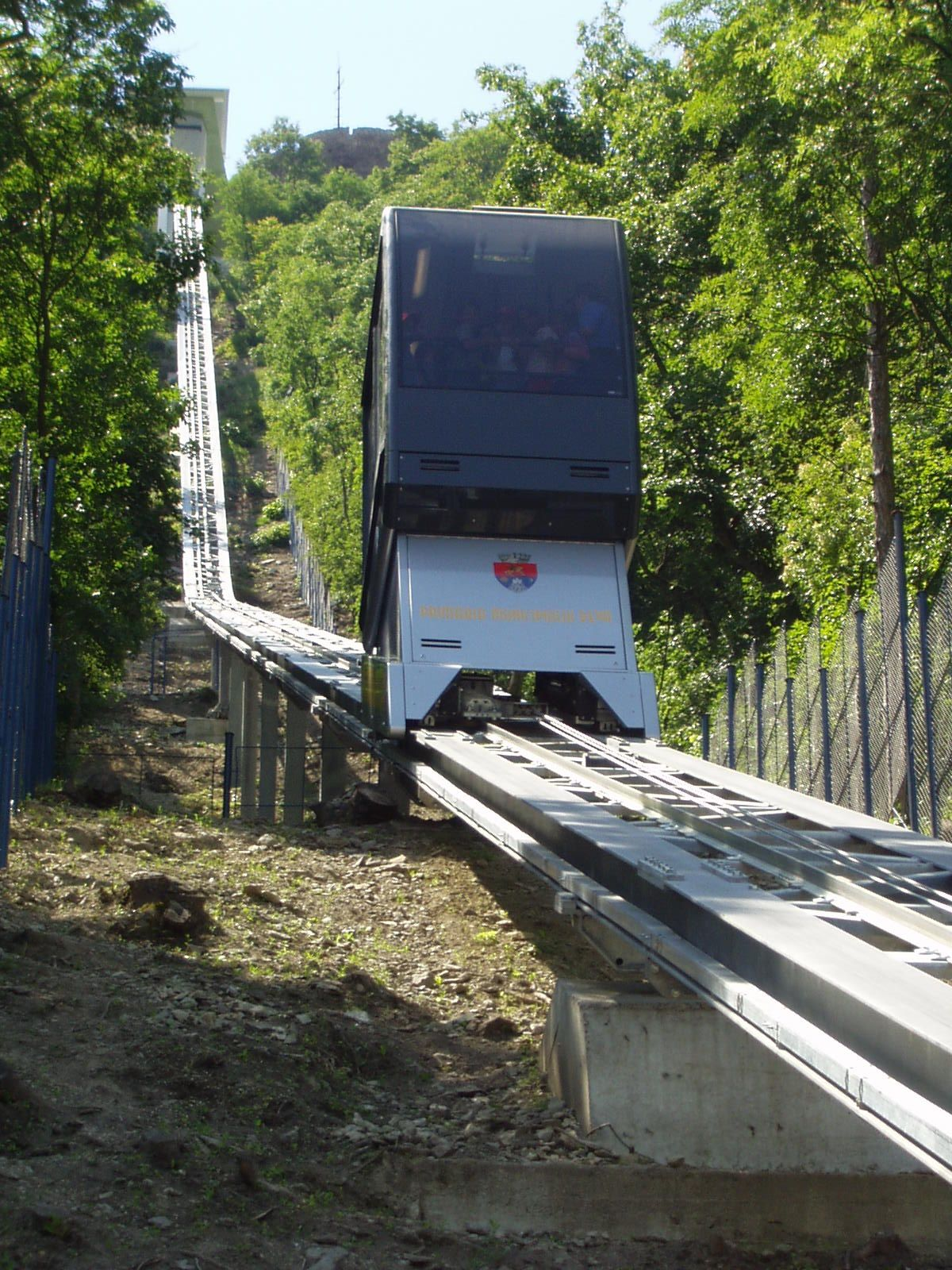
Schrägaufzug in Deva (Rumänien)

- Rumänien, Schrägaufzug zur Burg in Deva (Rumänien)
- Rumänien, Transylvanian mining railway, Retișoara Inclined plane
- Schweden
  - Stockholm, einige Schrägaufzüge in der U-Bahn Stockholm, darunter der Nybohovshissen
  - Umeå, Bahnhof Östra Station
  - Göteborg, Schrägaufzug im Universeum
- Slowenien, Ljubljana, Schrägaufzug vom Krekplatz (Krekov trg) zum Laibacher Schloss
- Spanien, Katalonien, Puigcerdà, Schrägaufzug Stadt-Bahnhof Puigcerdà
- Spanien, Fuerteventura, Schrägaufzug im Hotel Costa de Bahia (ab 2006)
- Spanien, Fuerteventura, Schrägaufzug im Hotel Riu Calypso Morro Jable
- Tschechien, Hotel Mövenpick Prag
- Tschechien, Thermal-Hotel, Karlsbad

### Außerhalb Europas
- Australien, Katoomba Scenic Railway, mit einer Steigung von 128 % steilster Schrägaufzug der Welt[12]
- China, einige Schrägaufzüge im „Buddha Tower“ Xi`an
- China / Hong Kong, Lantau Island, 2 Schrägaufzüge in Discoverybay Nord
- Kanada, Ontario, Big Chute Marine Railway
- USA, Nevada, Las Vegas, Luxor Hotel and Casino, Schrägaufzüge in den „Kanten“ der Pyramide
- USA, New Hampshire, Goffstown, Uncanoonuc Incline Railway